# ピナレロ
チクリ・ピナレロ（イタリア語: Cicli Pinarello S.r.l.）とはイタリアの自転車メーカーである。ブランド名及び通称は「PINARELLO 」、「ピナレロ」。
社名のCicli（チクリ）とはサイクルのイタリア語で、Pinarello（ピナレロ）は創業者ジョヴァンニ・ピナレロの家名である。
ロードバイク、トラックレーサー、シクロクロスバイク、マウンテンバイク、タイムトライアルバイク、シティサイクル、子供用ロードバイク、E-バイク、コンポーネントブランド「MOST」を企画・製造・販売している。

## 概要
ジョヴァンニ・ピナレロによって創業され、息子のファウスト・ピナレロが指揮を執っている。本社所在地はヴェネト州トレヴィーゾ県ヴィッロルバ。県都トレヴィーゾのマッテオッティ広場に店舗を構えていたが、現在は本社に隣接している。
コルナゴ、ビアンキ、デローザと並び、イタリアの代表的な自転車メーカーである。
主に自転車競技チームへのバイク供給によって設計・研究・開発力の向上が進み、供給先の活躍から享受する宣伝効果により市場での業績を伸ばした。
性能、材質、安全性、デザイン、そのすべてが伴われた「最も美しく、最も速いバイク」の製作を伝統的な方針としている。
現行のロードバイクでは一般的なインテグラルヘッドを先んじて導入し、またカーボンバックを開発したことでも知られている。さらに、独特な形状をしたONDAフォークや、世界初の完全左右非対称フレームによって応力バランスを調整するなど、設計・機能・デザインにおいて他社と一線を画している。比較的近年まで、競技用自転車の上位モデル製品に、トップチューブが地面と平行となるホリゾンタルフレームを採用していた。
自転車のサイズ展開が豊富なメーカーであり、10サイズ以上が基本となっている。これは、パーツ側で極端なサイズ調整をすると、その自転車の機能や使用者のパフォーマンスが損なわれてしまうため、各ユーザーへ最適なサイズを提供する目的がある。こういった傾向はオーダーメイドで職人が造るチクリの伝統を引き継いだイタリアのメーカーに多くみられる。
炭素繊維複合材料で成型されるカーボンフレームが主流となっていくなか、アルミニウム合金やマグネシウム合金を使用した金属フレームを得意とする同社は後手に回ることとなったが、東レによるカーボンシートの供給と共同開発を進め、意欲的に新フレームの設計・技術開発に取り組み、第一級のレーシング・ブランドとして企業を維持している。
また姉妹ブランドとして「オペラ」を製作・販売していた。

## 歴史

### 創業と経緯
1951年、創業者ジョヴァンニ・ピナレロは、13歳から従兄弟が働く自転車工房に勤めており、それに加えてボッテキアUrsusというチームに所属する自転車競技のプロ選手でもあった。この年までジロ・デ・イタリアが公式採用していた不名誉な最下位賞「マリア・ネラ」ジャージの最後の受賞者となる。

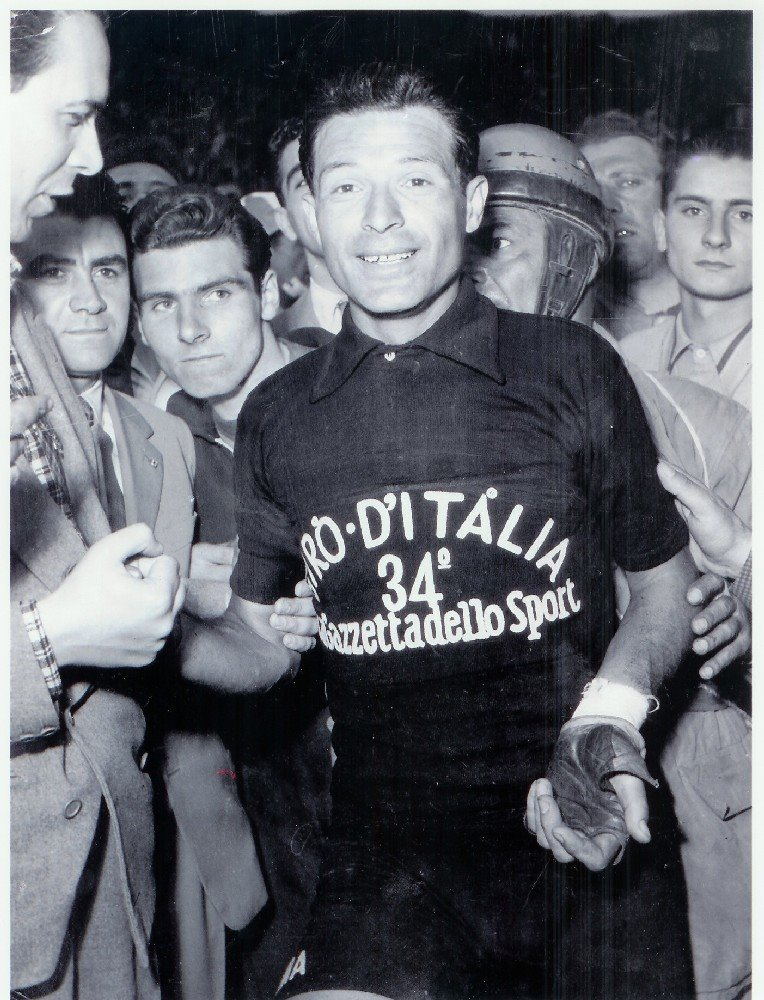
マリア・ネラを着るジョヴァンニ・ピナレロ

プロ選手としての主な成績は、ワンデイレース2位2回、3位1回、10位2回。ジロ・デ・イタリア区間7位を2回。秋のクラシックとして有名なジロ・デ・ロンバルディアは19位であった。1947年から1953年までプロチームの登録選手として名前を確認できるが、レース記録は1951年が最後となる。
1952年、ジョヴァンニ・ピナレロ は所属チームから契約を解除されてしまう。彼はチームから支払われた退職金を開業資金に充て、フレームビルダーとして小さな自転車店・工房を設立。「チクリ・ピナレロ」を創業した。
開店当初はツーリングバイクやシティサイクルを製造、レース用自転車は外注していた。
ジョバンニの兄弟には、1952年ヘルシンキと1956年メルボルンで開催されたオリンピック自転車競技・タンデムスプリント種目で銅メダルを獲得したチェザーレ・ピナレロや、「チクリ・ピナレロ」の共同設立者であるカルロ・ピナレロがいる。

### チームへの供給開始
1956年、ピナレロ初のレーシングバイクを製造。
1957年、地元のアマチュアレースチーム、パドヴァニへバイクを供給。
1960年代初頭、アマチュアチーム、トーニャ・ピナレロにバイク供給。
1961年、ピナレロの供給する自転車が初めてアマチュア国際レースで勝利をおさめる。大会は現在UCIヨーロッパツアーU23となっているツール・ド・ラヴニールで、優勝者はグイド・デ・ロッソ。
1967年、初めてプロチームのバイクスポンサーとなる。供給先はマイネッティで、チームエースはマリーノ・バッソであった。

### 成功への転機
1975年、イタリアのチーム、ジョッリ・チェラミカに所属するファウスト・ベルトリオがピナレロに乗りジロとボルタ・ア・カタルーニャを総合優勝。

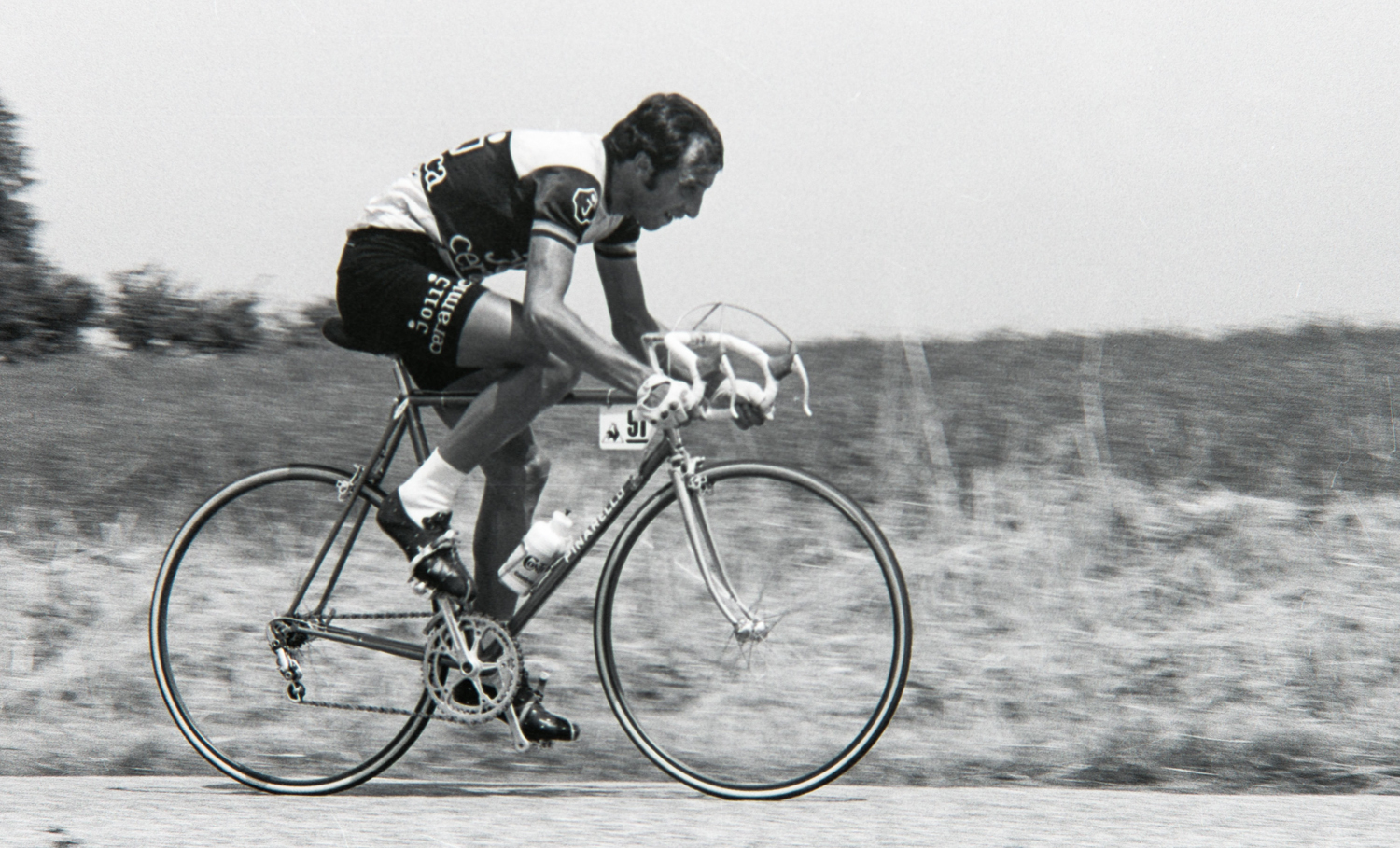
ピナレロを駆るファウスト・ベルトリオ。ジロ優勝翌年の1976'ツール・ド・フランス

1970年代まで、ピナレロのバイクを供給された選手が、国際的なビッグレースで勝利することは少なかったものの、1980年代には五輪ロードレース種目の金メダル、ツール・ド・フランス、ジロ・デ・イタリア、ブエルタ・ア・エスパーニャなどでステージ優勝するなど成功をおさめている。
またこの頃から、ジョヴァンニの息子ファウスト・ピナレロがレーシングバイク開発部門に参加している。彼により、過去の経験に頼る製造方法だけでなく、研究によって開発をする方法が用いられた。
1981年、ピナレロのバイクを供給されているジョバンニ・バッタリンがジロとブエルタを総合優勝しダブルツールを達成。ジロ閉幕からブエルタ開催までの期間は3日間という過酷なスケジュールであった。
1982年、ジョヴァンニはトゥーリオ・カンパニョーロから、バイクスポンサーを探しているレイノルズの監督を紹介され、バイクを供給した。このスペインのチームはミゲル・インドゥラインを擁し、歴史的な活躍を残すバネスト・チームの前身であった。
レイノルズへの供給は、それ以降のピナレロ社をレースの最高峰へ導き、企業を飛躍させる転機のひとつとなった。ファウスト・ピナレロは、この出来事について「事態が大きく変化した」と表現している。

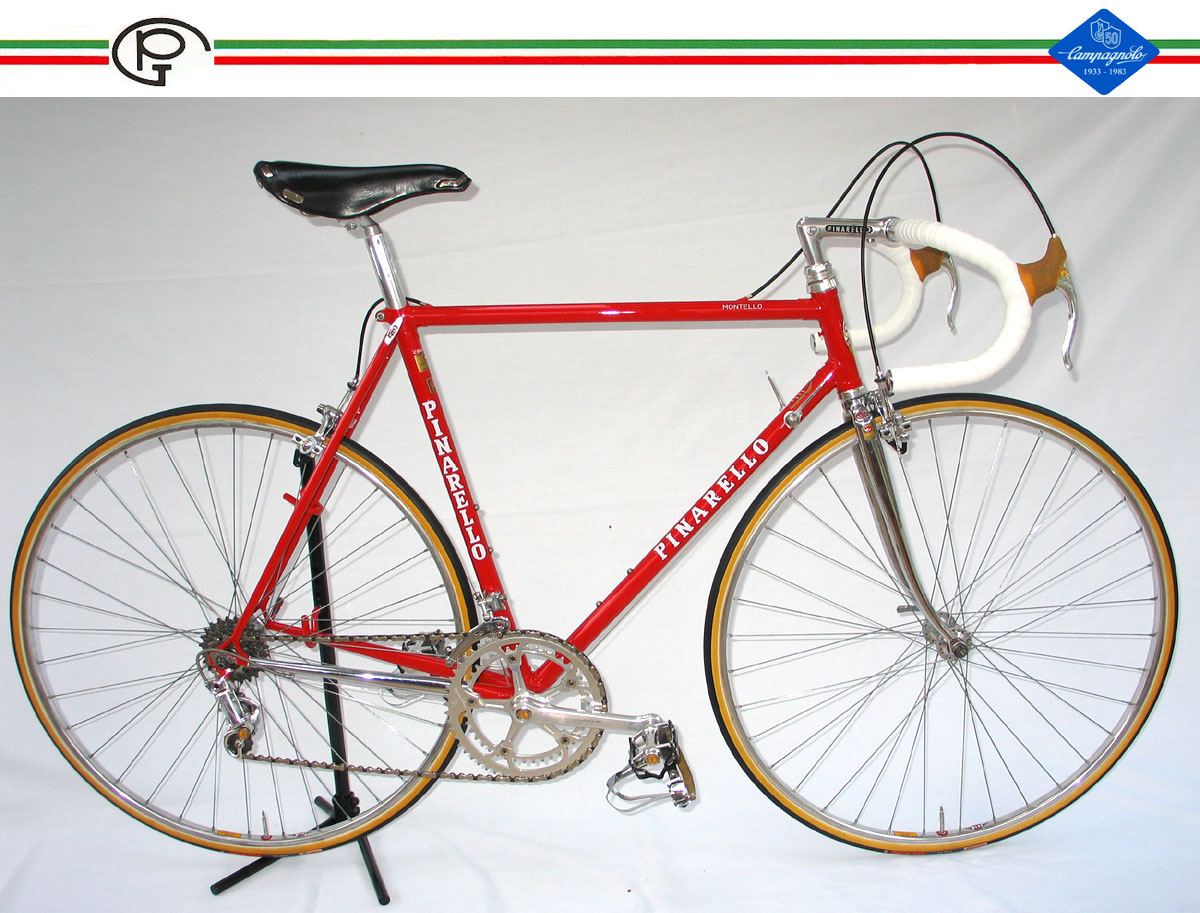
ピナレロのスチールバイク、モンテッロ

1984年、ロサンゼルスで開催された夏季オリンピックの自転車競技・個人ロードレース種目において、ピナレロの「MONTELLO」を使用するアレクシー・グレウォールが金メダルを獲得する。
最初に成功をつかんだピナレロ社のスチールバイク「MONTELLO」は、内側に螺旋状の溝をもつColumbus社製チューブSLXまたはSLを使用したラグ溶接フレームで、エアロクラウンのフォークとステーにはクロムメッキ加工が施された。そのほかには、カンパニョーロ製エンドを採用し、リアブレーキワイヤーは内装式となっていた。前期型はステーのメッキ加工が1本、後期型は4本となる。
セカンドグレードには「TREVISO」がラインナップされており、フレーム素材はColumbus SLチューブ、リアブレーキワイヤーは年式により外装式と内装式のモデルがある。
上記2つのモデル名は、カーボンモノコック成型のTT・トラックバイクや、アルミ製シティバイク(フラットバーロード)に再び用いられている。

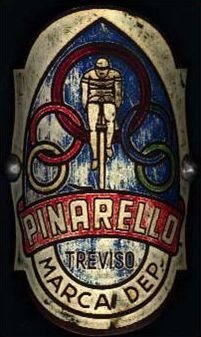
五輪ヘッドバッジ

ピナレロ社のフレームには、五輪・アルカンシエル柄のヘッドバッジや、ジョヴァンニ・ピナレロの工房生産を表すGPロゴ、社名、地名がフレームの各所に刻印されており、1998年まではトップグレードのバイクにも装飾されていた。その後も初代ドグマまでの金属フレームにはBBシェルにGPマークが刻印されており、ミドルグレードにあたる「VENETO」は2013年、2014年、に再販され旧バッジを採用している。

### 英雄たちとピナレロ
1990年代に入ると、バネストのミゲル・インドゥラインがツール・ド・フランス5連覇、ジロ2連覇、世界選手権個人TT優勝、オリンピック個人TT優勝、タイムトライアルのアワーレコードを記録するなど多くのレースで勝利を挙げ、彼の歴史的な偉業によって、ピナレロの名は日本でも知られるようになっていった。

並行する背景として、それまではNHK BS1で中継されていたツールの放映権を、民放のフジテレビが所得し、1992年からは「ツール・ド・フランス 英雄たちの夏物語」が地上波で放送を開始している。この番組はピナレロの自転車を使用する選手・チームが活躍したシーズンと重なり、メディア露出が続くこととなった。

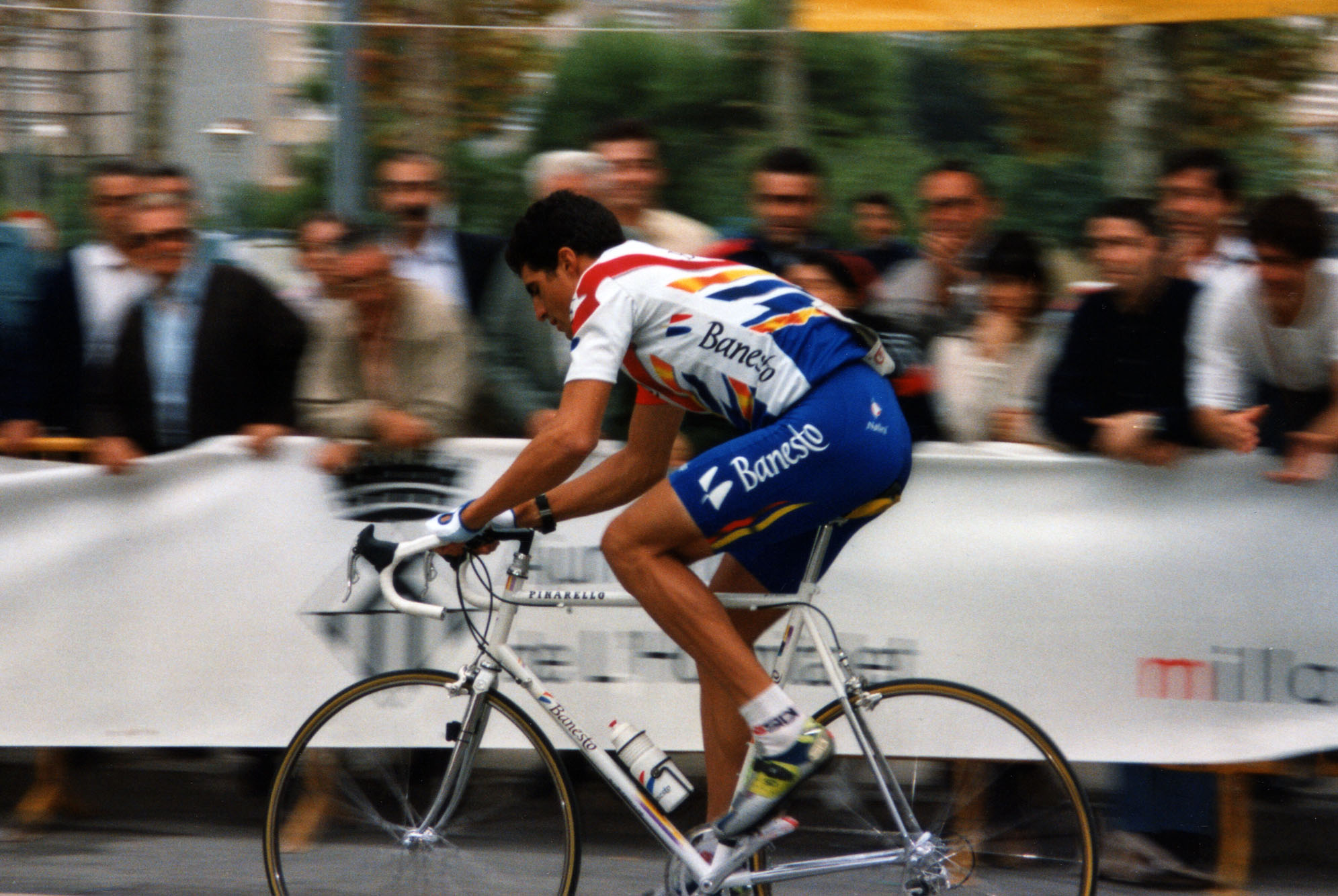
バネストのミゲル・インドゥライン

この時代のロードバイクは、フレーム素材の進歩とその接合などで製造方法が大きく変化する過渡期であったが、ピナレロ社ではプロのフルオーダーに応えるため職人が作る金属フレームの生産形態を残していく。
ピナレロ最初のアルミフレーム「KERAL-LITE」が登場。TIG溶接によってラグレス化したセラミックス加工フレーム、クロムメッキ処理が施されたフォークのロードバイクは、素材・重量・剛性の革新に努めながらも伝統的なスチールバイクの外見をしていた。

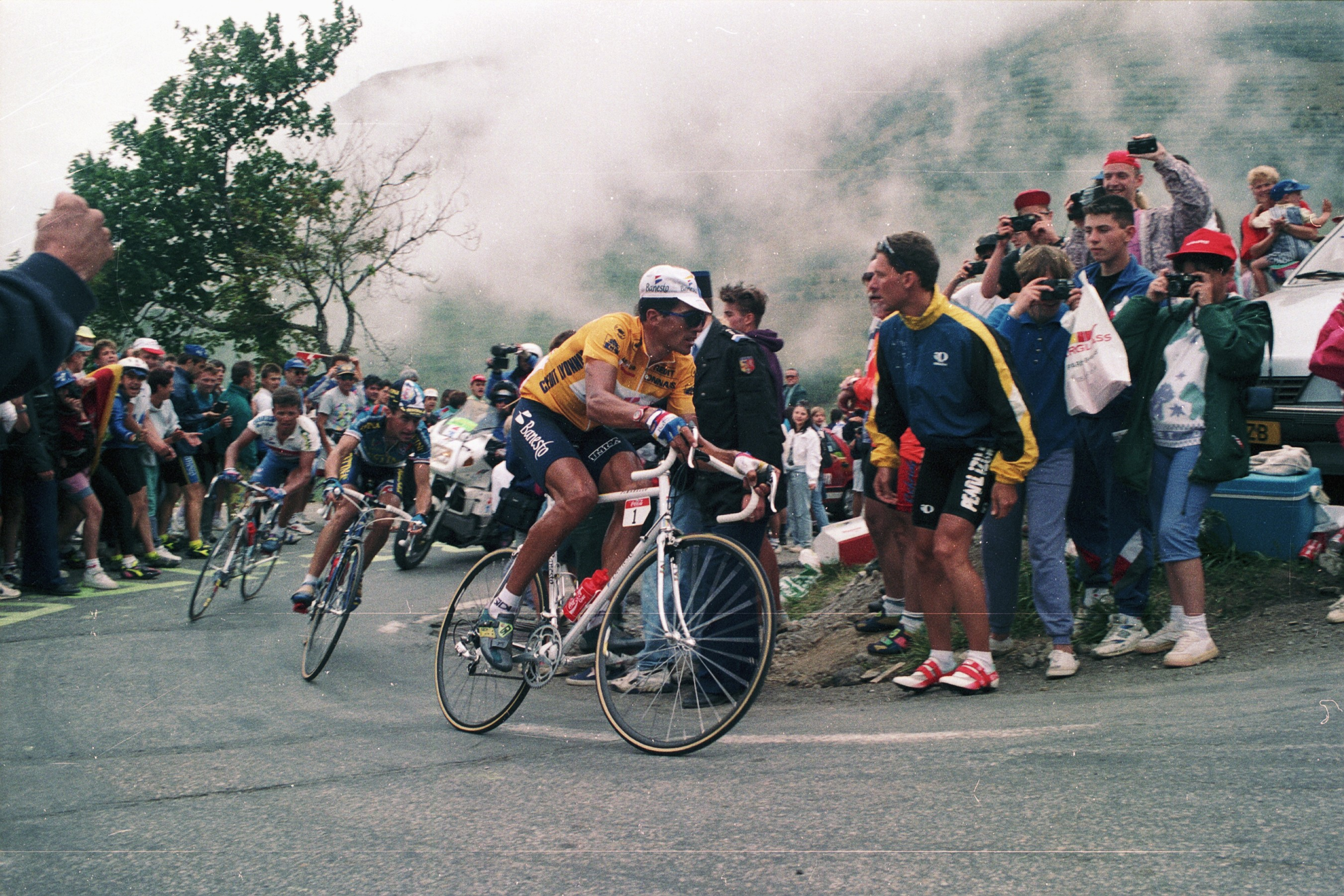
1994年ツール・ド・フランスにて名所ラルプ・デュエズを登坂するミゲル・インドゥライン

1994年、クロモリのスチールバイクがツール・ド・フランスで優勝した最後の年となる。その勝者ミゲル・インドゥラインが乗るピナレロのロードバイクはORIA製CrMoチューブをTIG溶接したものである。

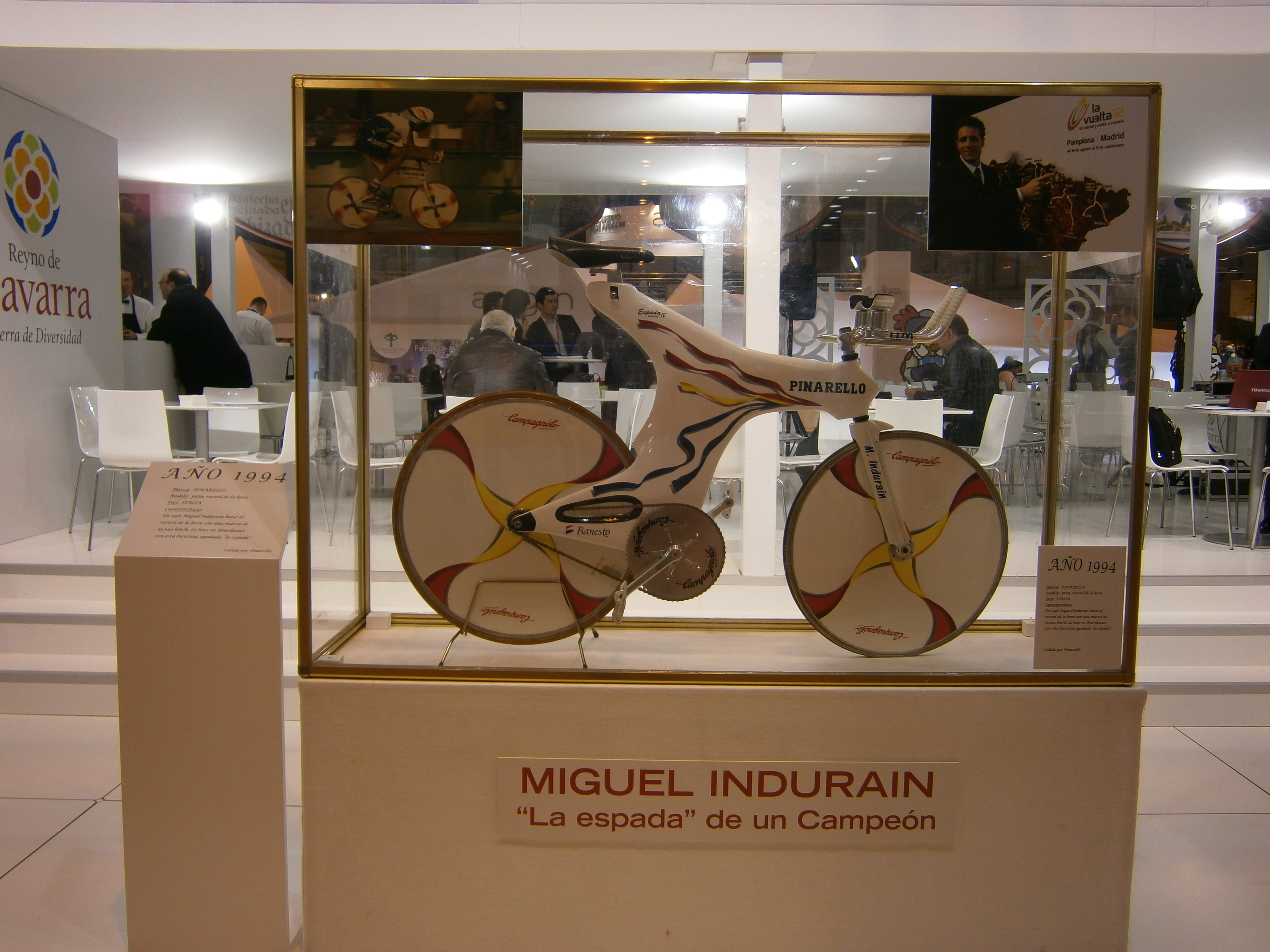
フィレンツェの大学と共同開発したピナレロのエスパーダ

同年9月、ピナレロがフィレンツェの大学と共同開発したタイムトライアルバイク
「ESPADA」は、インドゥラインと共にアワーレコードを記録した。この自転車は、前輪が650C、後輪が700Cのファニーバイクで、金属とカーボンモノコックでつくられた特徴的なエアロ設計であった。
アルミフレーム「PARIS」が発売。「KERAL-LITE」を参考に開発され、Dedacciai社製7003T6の断面三角大口径チューブを採用しており、当時としては先進的なフォルムの軽量高剛性バイクであった。90年代後半にはフォークの素材を選択することもできた。
1996年、ピナレロの「PARIS」「KERAL-LITE」を使用するチーム・テレコムのビャルヌ・リースがツール・ド・フランスを総合優勝。同チームのヤン・ウルリッヒも総合2位でフィニッシュし、新人賞を獲得した。
1997年には、ヤン・ウルリッヒがドイツ人初のツール・ド・フランス総合優勝と、2年連続の新人賞を獲得。チーム2番手の役割で開幕したが、不調のリースに代わるエースとして、マルコ・パンターニやリシャール・ビランクとの戦いに勝利した。
バネストやテレコムなど欧州のトッププロチームが使用するバイクには、ELITE社のボトルケージが使用されており、ピナレロバイクの定番となった。ELITE社は1979年にイタリアで創業された自転車用アクセサリー及びトレーニング機材メーカーで、過去にはピナレロのロゴ入りボトルやボトルケージなども販売している。

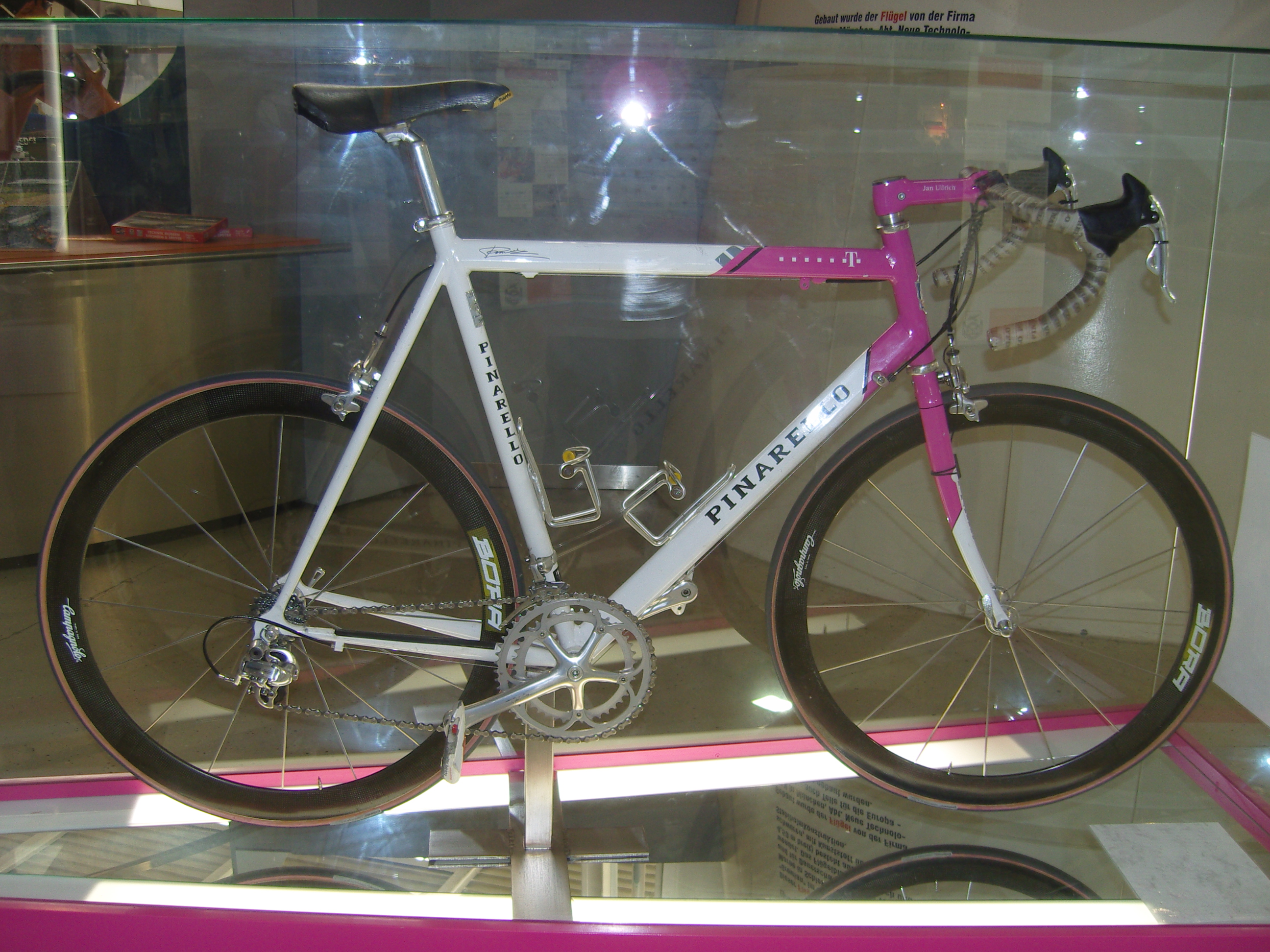
ヤン・ウルリッヒが1997年のツール・ド・フランスで使用し、優勝したモデル。テレコムカラーのピナレロ・パリ

1998年、世界初のモノステイカーボンバックフレームを発表。発売された「PRINCE」は乗り味がとても好評であり「PARIS」と並びこの時代の名車と表現される。またチーム・テレコムの活躍から世界的な人気車となり大量のバックオーダーを抱えていた。プリンスにはレアメタルのスカンジウムを添加した超軽量アルミチューブDedacciai SC61.10Aと、インテグラルヘッド、カーボンバック、VOLAカーボンフォーク、そしてP型の新ロゴヘッドバッジなどが採用された。

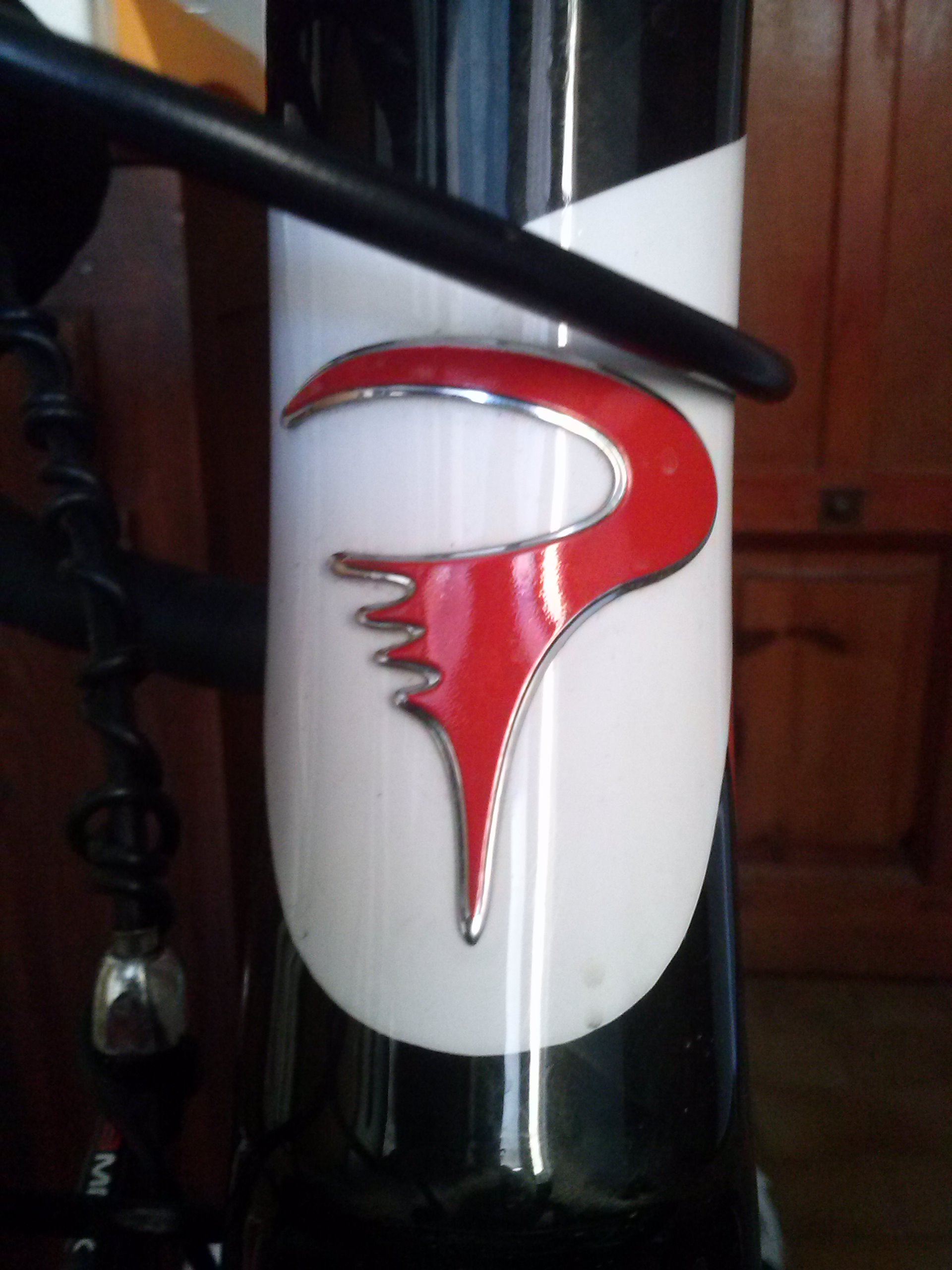
Pマークのヘッドバッジ

極薄超軽量チューブDedacciai U2を使用した限定モデル「PRINCE LS」が500台限定で発売。初期プリンスの最軽量モデル。
新ブランド「OPERA」がスタート。この事業はファウスト・ピナレロの指揮により、新しい材料、生産方法を研究及び調査する目的で設立された。オペラブランドでは、上下テーパード型のオーバーサイズヘッドや、オーバーサイズBB、フルカーボンフレームなどの新技術も先駆けて投入されていく。
1999年、ヤン・ウルリッヒがブエルタと世界選手権タイムトライアルで優勝。

### アイコンとフラッグシップの誕生
2000年、ファッサ・ボルトロにバイクを供給。チームが解散する2005シーズンまで数々の勝利に貢献した。
2002年、世界初の量産マグネシウム合金ロードバイク「DOGMA」を発表。さらにはブランドのアイコンとも言われる波形状のONDAフォークが登場。それに伴いフォークを換装した「PRINCE SL」が発売された。

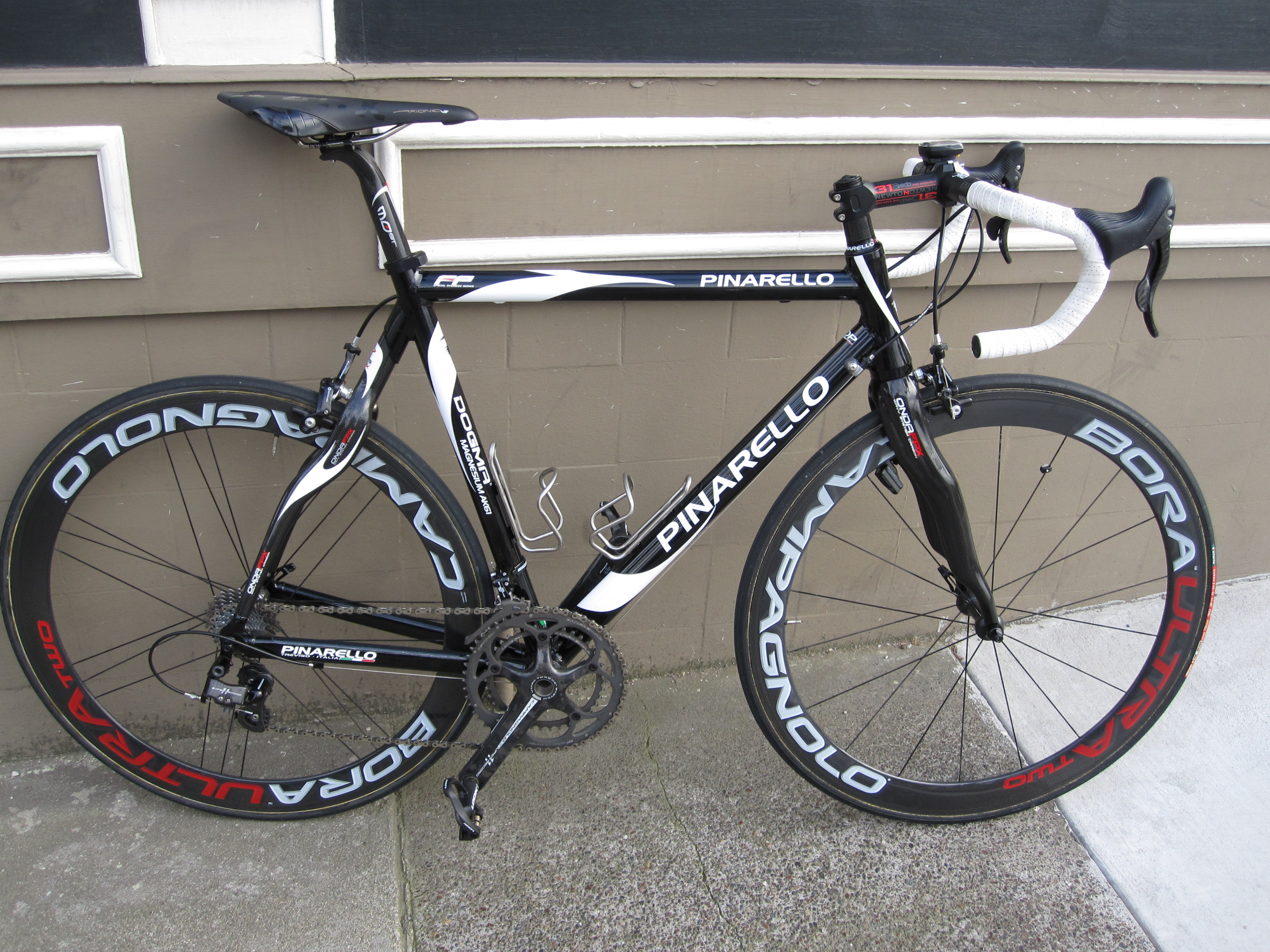
前輪を支えるONDAフォーク、後輪側がモノステイのカーボンバック、マグネシウム合金のDOGMA FPX

その後ドグマは3大ツールや2大クラシックなど国際的なビッグレースで多くの勝利を成し遂げた機材となり、現在ではピナレロ社のフラッグシップモデルにつけられる冠名なっている。下位グレードモデルには各世代のドグマから得られた技術やフォルムが引き継がれている。
2003年、ファッサ・ボルトロの名スプリンターアレッサンドロ・ペタッキがグランツールの年間最多ステージ優勝の活躍。使用機材は「DOGMA」で、アシストはTTスペシャリストファビアン・カンチェラーラが担っていた。
2004年、ペタッキらトップスプリンター達の脚力に対応するため大口径ボトムブラケットをMOSTブランドとして独自開発し、その技術を搭載した「DOGMA FP」が発売。

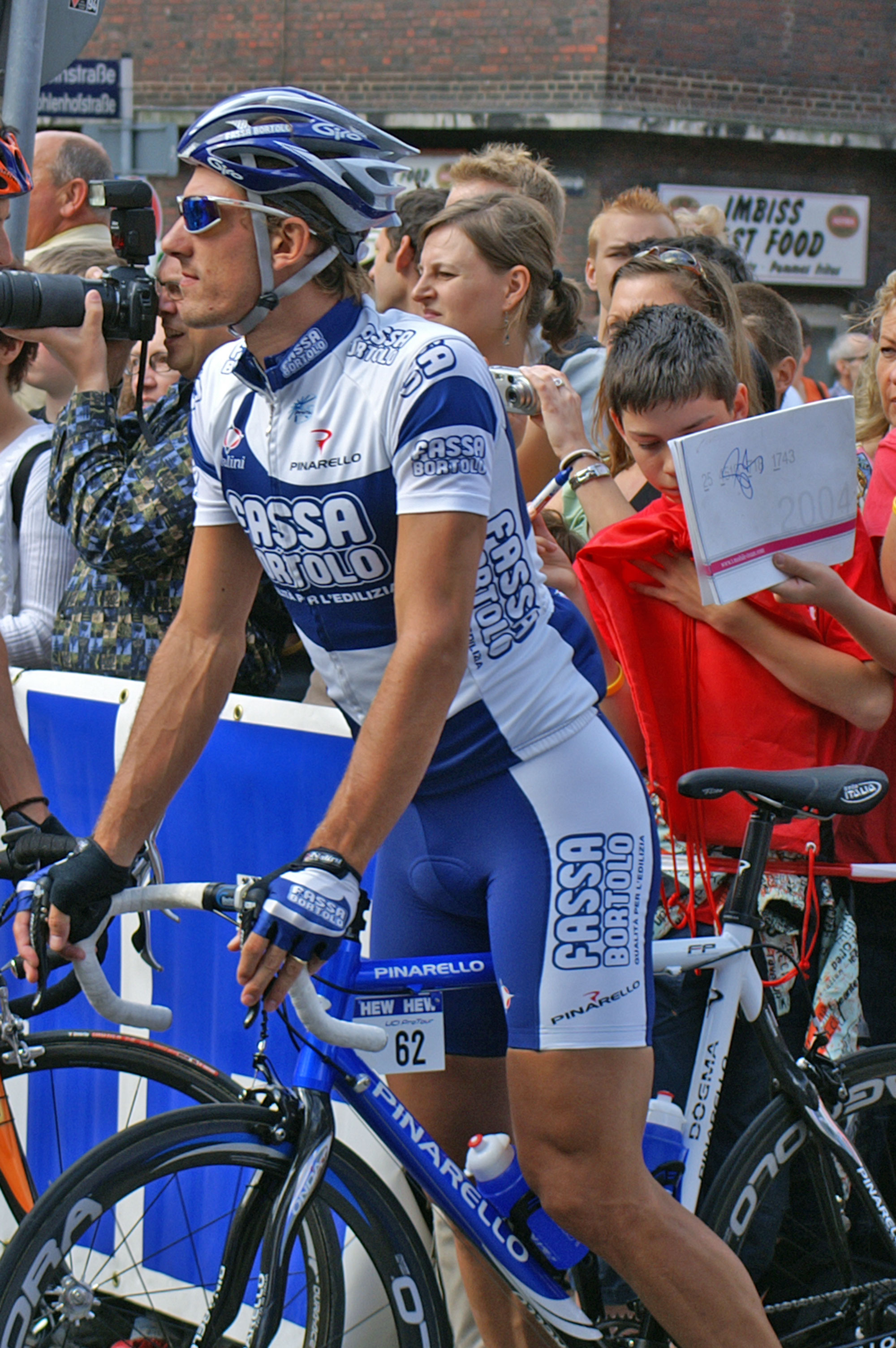
DOGMA FPとカンチェラーラ

この年のツール初戦、ピナレロのフルカーボンTTバイク「MONTELLO」を駆るファビアン・カンチェラーラは、ランス・アームストロングに2秒差をつけてプロローグの優勝を果たし、ツール初出場にして、念願のマイヨ・ジョーヌに袖を通した。
2005年、ピナレロ初の市販フルカーボンロードバイク「F4:13 CARBON」を発表。TTバイクを参考にダウンチューブが通常より太い設計。
2006年「PARIS FP CARBON」がカーボンロードバイクのハイエンドモデルとして登場。DOGMA FPを使用するオスカル・ペレイロがツール・ド・フランス総合優勝。
2007年、初代ドグマ系の最終進化モデル「DOGMA FPX」が発売。第1世代のドグマはチューブの溶接からペイントにセットアップまでトレビゾの工房でハンドメイドされていた。
2008年、最上級の素材である東レ50HM1Kを使用して作られた「PRINCE CARBON」を発表。当時のピナレロ社製品では最軽量・高剛性トップモデルで、このプリンスからカタログ上の最上位がカーボンバイクとなる。

### アシンメトリーとスカイの時代
2009年、世界初の完全な左右非対称フレーム「DOGMA 60.1」を発表。前年のプリンスをベースに東レの最新カーボンを使用し、アシンメトリー設計をロードバイク開発に持ち込んだ革新的なモデルである。
この設計は、チューブの成型や接合部分を含めたフレームセット全体を左右非対称化することにより、ドライブトレインのある右側と、その機器が無い左側にかかる応力の差を調整し、推力の伝達を最適化する目的がある。2017年のカタログではマグネシウム合金フレームのドグマを第一世代、60.1からを第二世代と呼称している。
2010年に組織されたチーム・スカイ（〜イネオス・グレナディアス）にバイクを提供。クリス・フルームやブラッドリー・ウィギンスを擁するこのチームは、個々の高い能力に加え「スカイ・トレイン」と呼ばれるチーム戦術が特徴的であり、2019年までの10年間でツール・ド・フランスの総合優勝7回という圧倒的な成績を残している。
またチーム・スカイとの共同開発により、石畳や悪路のレースを戦うためのバイク「KOBH60.1」が実戦投入される。この衝撃吸収性を高めた上位モデルは、後にDOGMA Kシリーズへと名称変更される。
この頃にはファウスト・ピナレロがCEOを勤めており、日本のメディアでも代表(社長)の肩書きで紹介されている。
2011年、「DOGMA2」が登場。
2012年「DOGMA 65.1」を発表。このバイクを駆るウィギンスがツール総合優勝。カヴェンディッシュはジロ区間3勝ツール区間3勝を果たす。
ハイエンドからエントリーまで全てのグレードのロードバイクを左右非対称化。MTBに「DOGMA XC 9.9」が登場。
2013年、世界選手権自転車競技大会ロードレースにおいて、DOGMA65.1を使用するルイ・コスタが優勝。
ジロ・デ・イタリアの公式ジャージをデザインしたポール・スミスとのコラボレーションモデル「DOGMA 65.1 ポールスミス　リミテッド エディション」が登場。ポール・スミスの少年期の夢はロードレーサーであった。
2014年9月4日、創業者ジョヴァンニ・ピナレロ死去。
ジャガーと共同開発した「DOGMA F8」を発表。東レの新世代カーボンT1100と風洞実験を経て生まれ変わった新しいドグマである。65.1の型に東レ60HM3Kを使用したバイクが「PRINCE」の名でラインナップに復活。
またジャガーとチーム・スカイの共同イベントとして、クリス・フルームがピナレロの「BOLIDE」に乗車し、英仏海峡トンネルを渡った。公式としては初の自転車による走破となる。そのほかには、ポール・スミスとのコラボレーション第2弾となる限定カラーのF8が発表された。
2015年、石畳やグラベルを想定したサスペンションシステムDSS1.0を備えた「DOGMA K8-S」が発表。F8の技術を引き継いだミドルグレードの「GAN」が登場。
クリス・フルームがツール・ド・フランス総合優勝と山岳賞を獲得。フルームの活躍を称えるマイヨ・ジョーヌカラーのF8 Rhinoも発表される。

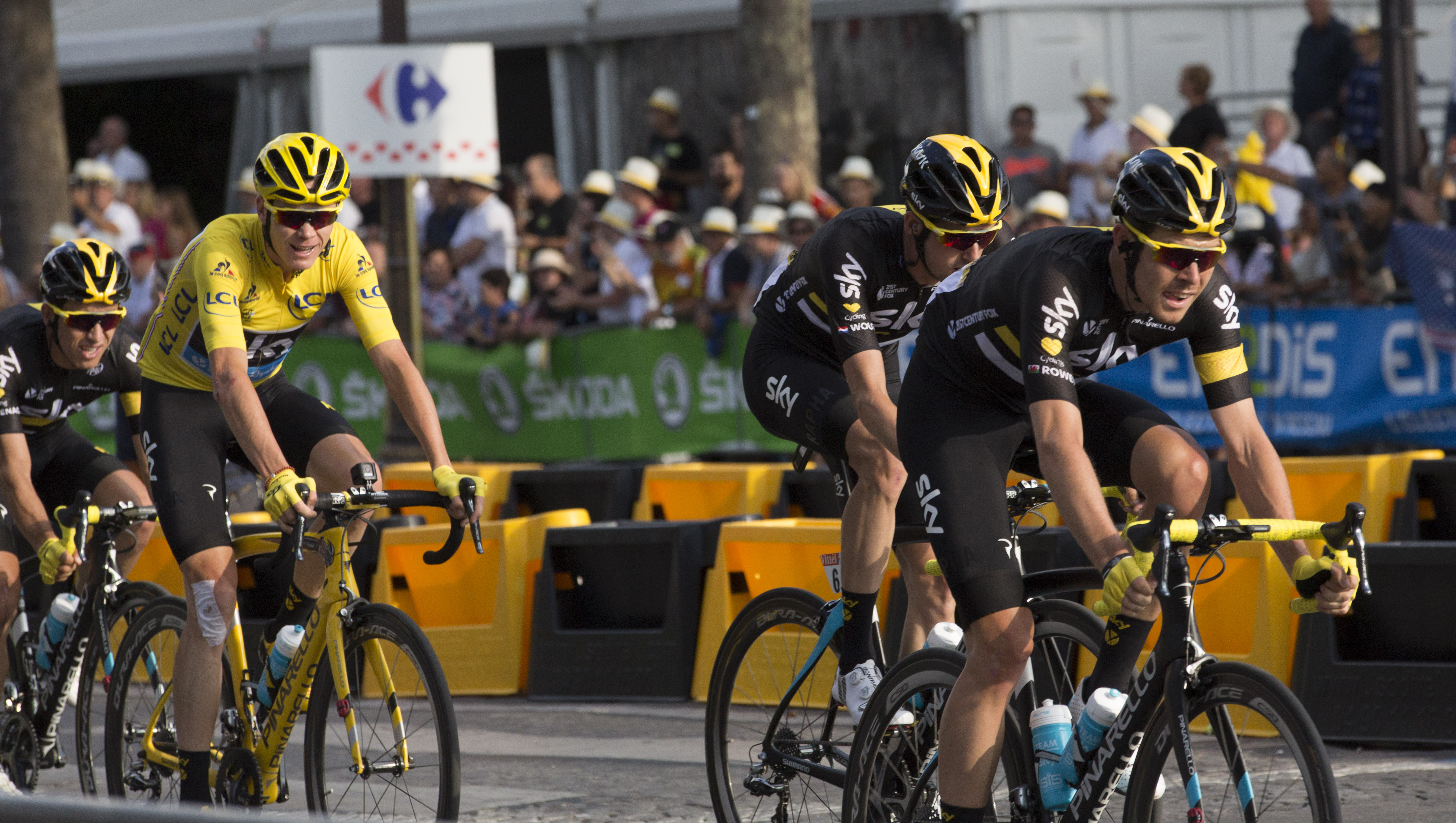
特別なカラーのピナレロにのるフルームとチーム・スカイの選手

2016年、クリス・フルームがツール2連覇達成。

### LVMHグループの投資
2016年から2023年6月頃まで、LVMHグループの投資ファンドであるL Cattertonがピナレロ株式の過半数を保有していた。この会社は非上場企業の株を買い企業価値を高めて売ることで利益を得るPEファンド会社である。ピナレロ社としては、資金調達のほかに、世界各都市へのコンセプトストアの設置、流通と市場調査力の向上を目的としていた。グループ離脱後のファウスト・ピナレロのインタビューからは自転車開発以外の所で負担があったことが伺える。
2017年「DOGMA F10」「DOGMA K10」を発表。重量、剛性、振動吸収性の全てがアップグレードされた。両バイクに乗るクリス・フルームがツール3連覇とブエルタを総合優勝。
2018年、フルームがジロで総合優勝し年を跨いだ形で3大ツール制覇を達成。ゲラント・トーマスがツール・ド・フランスを総合優勝を掴み取る。
2019年「DOGMA F12」発表。イネオスの選手が熱望したことにより、ジオメトリーは変更されなかったが、エアロダイナミクスの追求によるフレームの成型とケーブルの内蔵化などがアップデートされた。このバイクに乗るエガン・ベルナルがコロンビア人初、南米選手初のツール・ド・フランス総合優勝を成し遂げる。
2020年、イネオスに所属するテイオ・ゲイガンハートがジロを総合優勝しヤングライダー賞を受賞。
65.1、F8、F10、F12を駆る選手達の活躍により、「DOGMA」は名実ともに最高峰のバイクであることを証明した。

### 金メダルと新パートナー
2021年、「DOGMA F」を発表。前作より265gの軽量化と、エアロ効果や剛性が向上している。

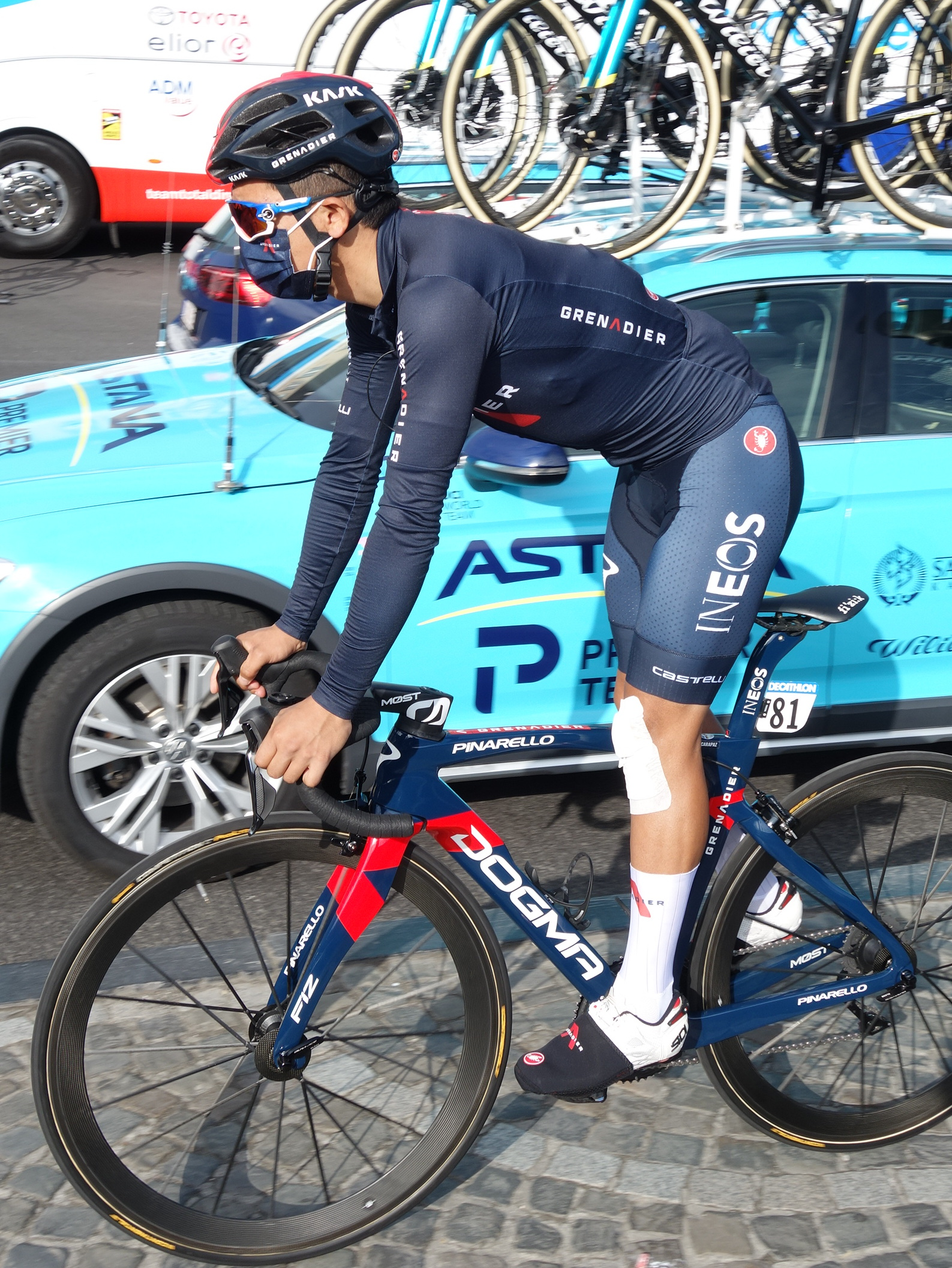
DOGMAに乗るカラパス。パンデミックの影響からレース中以外はマスクを着用している。

新型コロナウイルスのパンデミックにより、開催が延期されていた2020年東京オリンピックの自転車競技・個人ロードレース種目において、リチャル・カラパスが金メダルを獲得。その栄誉を讃え、使用機材であるDOGMA Fのゴールドカラーが発売された。
また東京オリンピックの自転車競技・チームパシュートでは、ピナレロの「MAAT」を使用するイタリア代表チームが世界新記録を塗り替え金メダルを獲得する。この決勝レースは前年の世界チャンピオンであるデンマーク代表に1秒近く差をつけられたイタリア代表が最終盤で逆転勝利する展開となり、歓喜したイタリア代表のフィリッポ・ガンナはMAATを頭上に掲げ勝利のセレブレーションをしている。
2022年、トーマス・ピドコックがUCIシクロクロス世界選手権で優勝。スーパーマンポーズでゴールしたことも話題となった。使用機材は「CROSSISTA F」でピナレロがピドコックと共同開発したものである。
ピナレロはイギリスのメトロン社の協力により、競技用自転車で史上初となる完全3Dプリントバイク「BOLIDE F HR 3D」を製作。このバイクを使用したフィリッポ・ガンナがUCIアワーレコードに挑戦し、56.792kmの世界記録を達成した。自転車の素材には航空宇宙材料であるスカルマロイという合金が使用されている。ピナレロ社は2015年にウィギンスが使用したTTバイクのハンドルからはじまり、DOGMA Fなどでも金属3Dプリントパーツを採用しており、先駆者とされている。
2023年、L Cattertonは保有していたピナレロの株式を資産家アイバン・グラゼンバーグに売却。「新しいパートナーは自転車に情熱のある人」とファウスト・ピナレロは語っており、実際にQ36.5（ピドコックが所属するUCIプロチーム、サイクリングウェアブランド）の出資者とみられている。
ピドコックがピナレロのマウンテンバイクDOGMA XCに乗りUCI世界選手権MTB競技の男子クロスカントリー・XCO種目において優勝。また女子ではポーリーヌ・フェランプレヴォが同じくDOGMA XCを使用し、クロスカントリー・XCOとショートサーキット・XCCの2種目を優勝する。DOGMA XCはピドコックやフェランプレヴォのために設計され、ピナレロ社が11年ぶりに新開発したMTBである。
エンデュランスロードモデルとして「DOGMA X」が登場。高強度タイプの最上級素材東レのT1100を使用しており、X-STAYSというX字型のブリッジがシートステーに設計され、振動伝達の分散と吸収性を高めている。

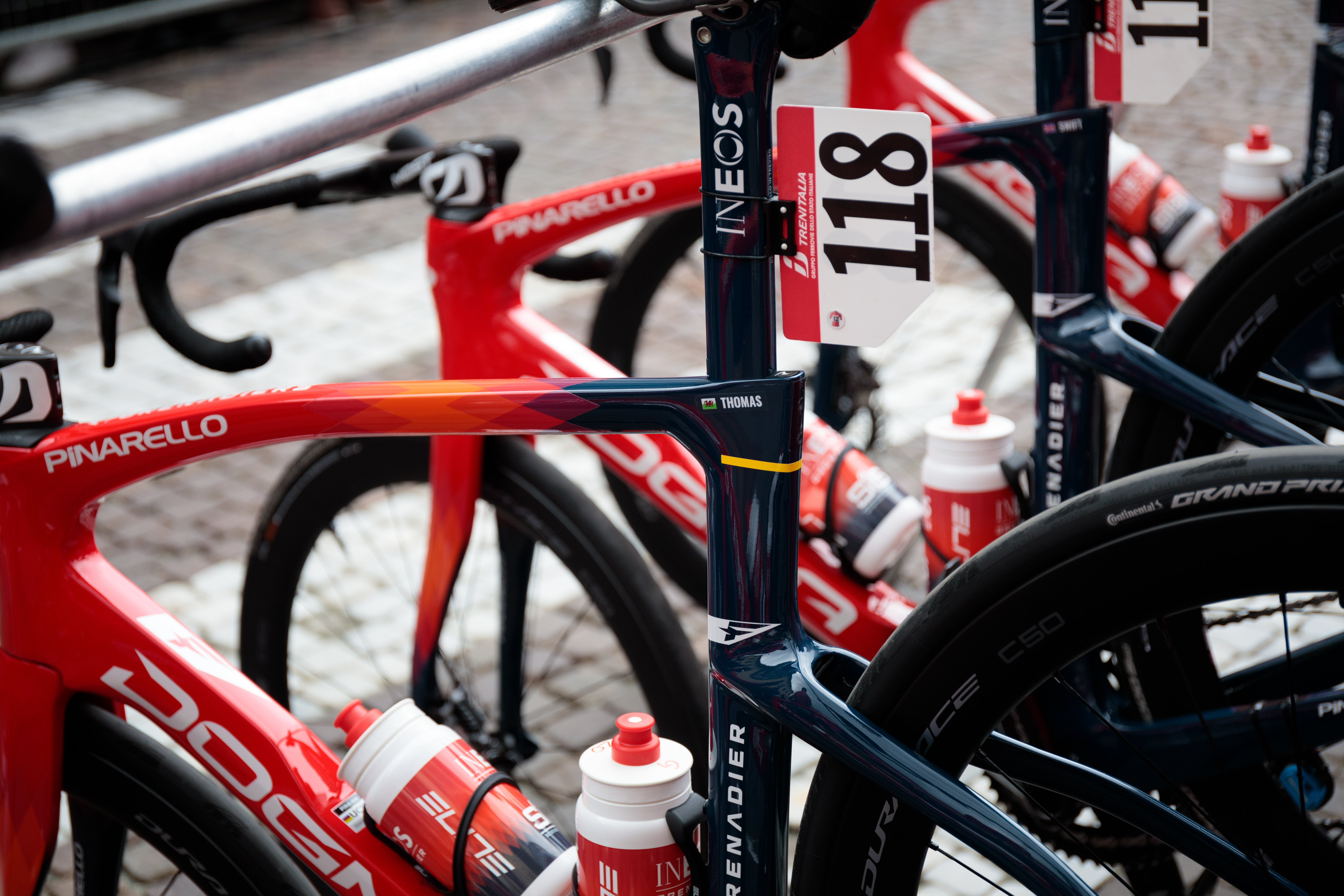
DOGMA F 2023年ジロ・デ・イタリア

2024年、新型「DOGMA F」を発表。名称は変更せず各所がアップグレードされた。ディスクブレーキモデルのみの展開。素材は高弾性率タイプとなる最上級カーボン、東レのM40Xを使用している。
フランスで開催された2024年パリオリンピックの自転車競技において、ピドコックが男子クロスカントリー種目を優勝、ポーリーヌ・フェランプレヴォも女子クロスカントリー種目を優勝し、前年の世界選手権に続き男女でピナレロのDOGMA XCが優勝機材となる。
ピドコックは「ピナレロとの関係は単なるスポンサーではなくパートナーシップといえる」とコメントしており、イネオスを離れた後、ロードレースでは所属チームのスポンサーバイクを使用しているが、それ以外のシクロクロスやマウンテンバイク競技ではピナレロのバイクを使用している。